# プラティゾマ
プラティゾマ Pteris platyzomopsis は、異形胞子性をもつ、イノモトソウ科に属する薄嚢シダ類の1種である。

## 分類
非常に変わった形態と生態であるため、嘗ては単型のプラティゾマ属 Platyzoma R.Br. に属していた。単独の科 Platyzomaceae とされることもあった。また、異形胞子性などの性質からフサシダ科やイノモトソウ科との類縁関係も考えられていた。
現在では分子系統解析の結果、イノモトソウ科であることが分かった。2011年、クリステンフスらは本種をイノモトソウ属 Pteris に移動したが、新組合せである Pteris microphylla という学名は既に用いられているため、これをPteris platyzomopsis Christenh. & H.Schneid.とした。PPG I でもイノモトソウ属 Pteris の1種として扱われている。

## 形態
栄養葉と胞子葉には二形性があり、栄養葉は線状で全縁、胞子葉は1回羽状複葉である。また、茎から葉に侵入する維管束である葉跡の上には葉隙ができず、新葉はワラビ巻きにならない。
雌性胞子（大胞子）と雄性胞子（小胞子）を形成する異形胞子性である。小胞子嚢は直径71–101 μmの32個の小胞子を形成し、大胞子嚢は直径163–183 μm の16個の大胞子を形成する。小胞子は仮根を欠き、造精器のみをもつ糸状の雄性配偶体を形成する。雌性配偶体は他の同形胞子性の薄嚢シダ類と同様、発生初期は造卵器を形成し、成長が進むと造精器も形成するようになる。そのため、初期異形胞子性（incipient heterospory）と言われる。内生胞子性ではない。

## 分布と生態
オーストラリア北部の広範囲に自生している。雨季には水没するが、乾季には非常に乾燥するような乾湿変化の激しい砂地に生育する。
他の異形胞子性をもつシダ植物について、プラティゾマと同様に乾湿変化の激しいところに生息するものが多い。異形胞子性を持つ小葉植物のイワヒバ科は乾湿変化の激しい岩上など、ミズニラ科は湿地で季節により干上がるところに生えていることが多い。また、異形胞子性を持つ薄嚢シダ類のサンショウモ目のデンジソウやサンショウモは田圃など雨季には水が豊富だが乾季に水が減る場所に生育する。